# Odontarthria ochrivenella
Odontarthria ochrivenella är en fjärilsart som beskrevs av Émile Louis Ragonot 1893. Odontarthria ochrivenella ingår i släktet Odontarthria och familjen mott. Inga underarter finns listade i Catalogue of Life.